# Kraftwerk Arnot
Das Kraftwerk Arnot ist ein Kohlekraftwerk des staatlichen südafrikanischen Energieversorgers Eskom mit einer installierten Leistung von 2,1 GW in der Provinz Mpumalanga. Die Kohle für das Kraftwerk wird primär im benachbarten Kohlenbergwerk Arnot gewonnen.
Die Kraftwerksanlage besteht aus sechs Blöcken zu je 350 MW. Zwischen 1992 und 1997 wurden wegen eines Überangebots an elektrischer Energie in der Region drei Blöcke vorübergehend stillgelegt. Durch die 1997 in Betrieb genommene Aluminiumhütte Mozal und die zur Gewinnung von Aluminium genutzte, energieintensive Schmelzflusselektrolyse stieg der Strombedarf. Der Energiebedarf für die Aluminiumhütte Mozal wird primär durch das Kraftwerk Arnot gedeckt. Die Stromeinspeisung in das südafrikanische Höchstspannungsnetz erfolgt auf der 400-kV-Ebene.